# Annachlamys
Annachlamys is een geslacht van tweekleppigen uit de familie van de Pectinidae (mantelschelpen).

## Soorten
- Annachlamys flabellata (Lamarck, 1819)
- Annachlamys iredalei (Powell, 1958)
- Annachlamys kuhnholtzi (Bernardi, 1860)
- Annachlamys leopardus (Reeve, 1853)
- Annachlamys reevei (Adams in Adams & Reeve, 1850)
- Annachlamys striatula (Linnaeus, 1758)